# Sirnitz-Schattseite
Sirnitz-Schattseite je naselje v Občini Albeck v Okraju Trg na Koroškem v Avstriji.